# Michael S. Dell

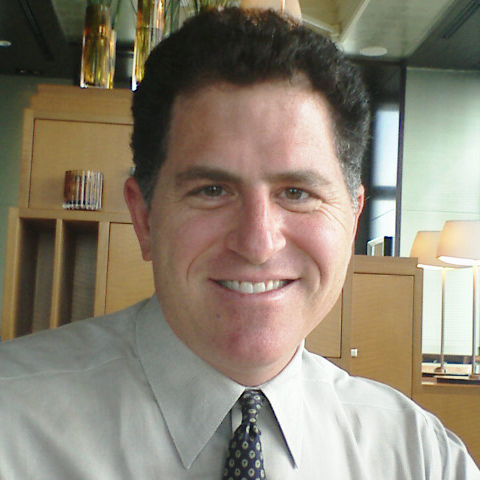

Michael Saul Dell (n. 23 februarie 1965, Houston, Texas, SUA) este un om de afaceri și filantrop american, cu o avere estimată la 37,6 miliarde de dolari americani (în noiembrie 2020). Acesta este cunoscut deoarece a fondat și deține compania Dell, Inc., specializată în domeniul calculatoarelor. 